# 杨景海 (1962年)
杨景海（1962年4月—），甘肃兰州人，中华人民共和国官员，中国共产党党员，西北政法大学校友，现任山西省人民检察院检察长，第十三届全国人大代表、第十四届全国人大代表。

## 生平
杨景海1983年毕业于西北政法大学，同年进入甘肃省人民检察院工作，担任书记员。他在甘肃省检察院历任书记员、副科级助理检察员、正科级助理检察员、副处级助理检察员、正处级检察员兼反贪局副局长、副检察长，曾以副局长身份主持反贪局工作。
2001年11月，他被调往中共甘肃省委政法委任职，任正厅级副书记，后以副书记身份主持工作。
2011年9月，他改任中共兰州市委副书记，后兼任中共兰州市纪委书记、甘肃陆军预备役高射炮兵师副政委。
2013年4月，他前往甘肃省司法厅任职，曾任司法厅厅长、党委书记，兼任省监狱管理局第一政委、甘肃省委政法委委员、甘肃陆军预备役高射炮兵师副政委、一级警监。
2017年，杨景海被调往山西省工作，出任山西省公安厅厅长、党委书记、督察长。
2018年1月，他改任山西省人民检察院检察长、党组书记。
2018年2月24日，当选为第十三届全国人大代表。2023年1月16日，当选为第十四届全国人大代表。